# Antisti Vet (cònsol any 150)
Antisti Vet (en llatí Antistius Vetus) va ser un magistrat romà que va viure al segle ii. Era fill d'Antisti Vet, cònsol l'any 116. Formava part de la gens Antístia i era de la família dels Vet.
Desconeixem la seva activitat política. Va ser cònsol en el regnat d'Antoní Pius l'any 150, amb Marc Gavi Esquil·la Gal·licà. El trobem mencionat als Fasti.